# 裂叶桑
裂叶桑（学名：Morus trilobata）是桑科桑属的植物，为中国的特有植物。分布在中国大陆的贵州等地，生长于海拔800米的地区，多生在山坡，目前已由人工引种栽培。

## 异名
- Morus australis Poir. var. trilobata S. S. Chang